# ペレ (ハワイ神話)

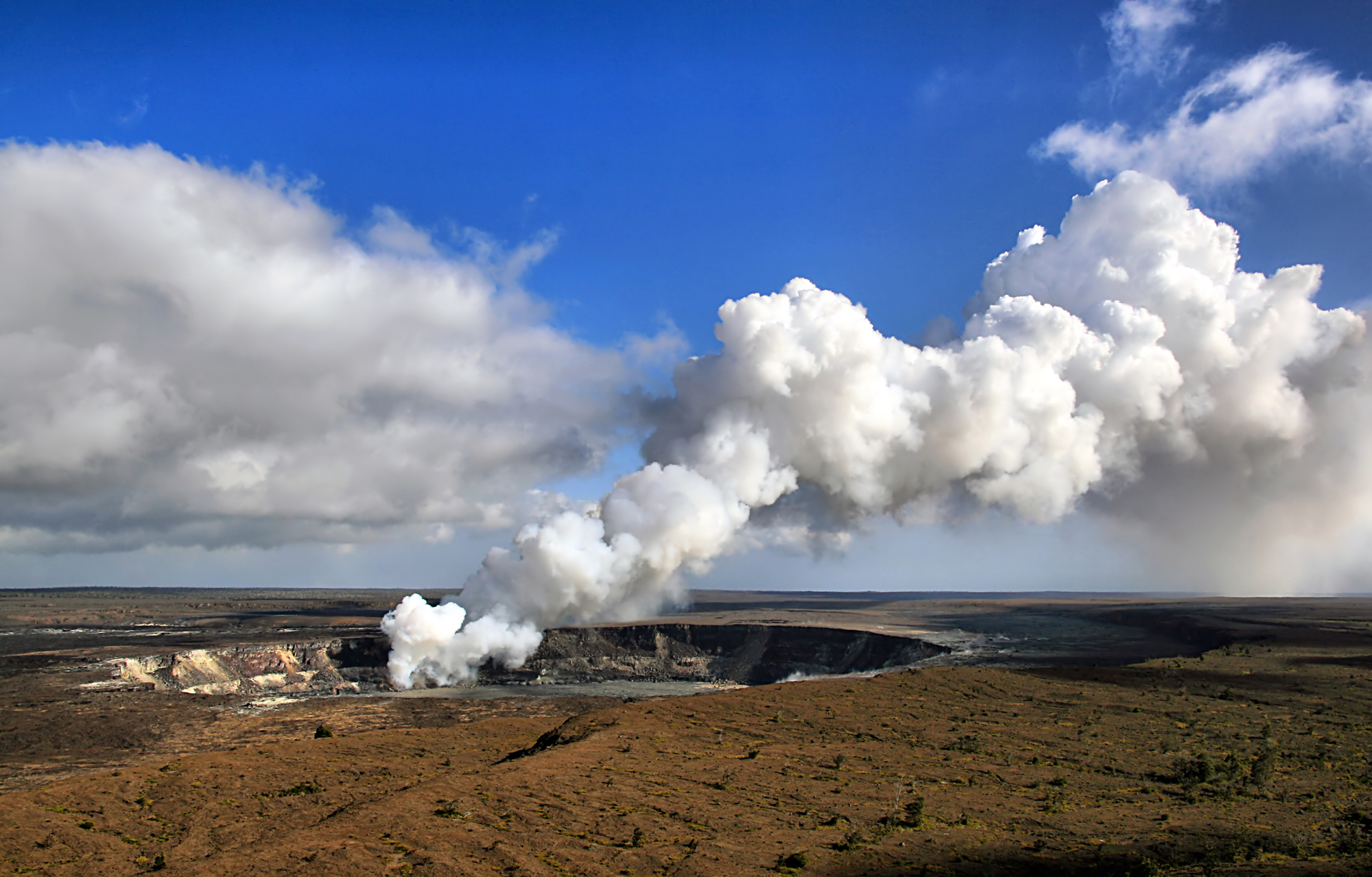
ペレの魂が眠るとされるキラウエア火山のハレマウマウ火口

ペレ（ハワイ語: Pele）は、ハワイに伝わる火山の女神。ペレホヌアメア（「聖なる大地のペレ」の意）、ペレアイホヌア（「大地を食べるペレ」の意）、ペレクムホヌア（Pele-kumu-honua、「大地の源」の意）という呼び名でも知られている。
ハワイの神々の中ではもっとも有名とされ、炎、稲妻、ダンス、暴力などを司るとされる。情熱的かつ気まぐれで、怒りから人々を焼き尽くすとして畏怖の対象とされている。またペレの好物とされる特定の食物（オヘロと呼ばれる野苺の一種など）を食べることはカプとして固く禁じられている。
ポリネシア神話に連なる神々の中で、ペレは特にハワイで広く信仰された。

## 系譜

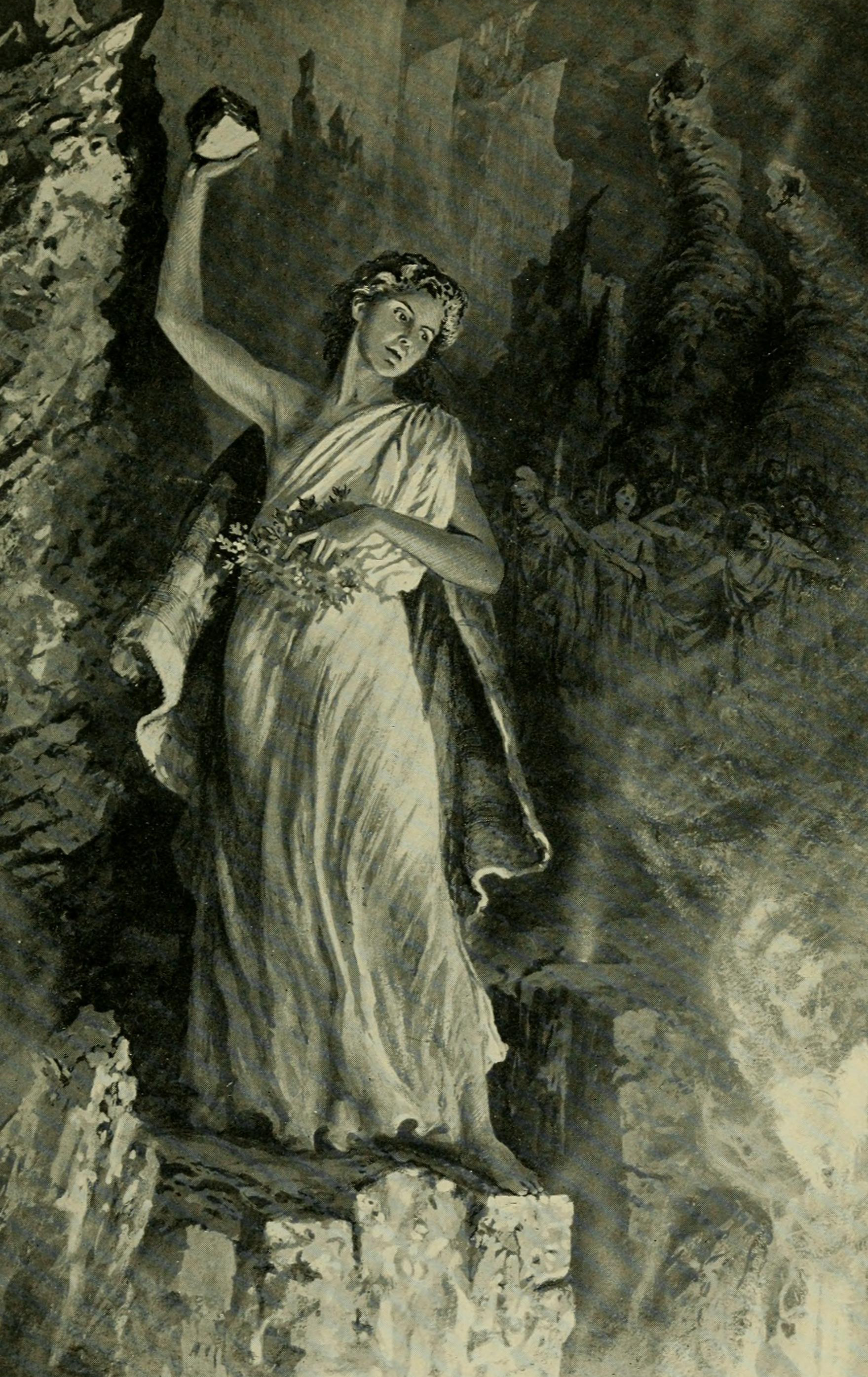
1907年に描かれた女神ペレ

ペレの出自については諸説あるが、一般的には豊穣の女神ハウメアと天の神カネホアラニの子とされる。鮫の王カモホアリイ、海の女神ナマカオカハイなど、多数の兄弟がいる。
もともとは南の島（タヒチともサモアともいわれる）に生まれ育ったが、天啓によって海を渡りハワイの最北端にあるニイハウ島へとやってくる。その際に同行したきょうだいが長兄のカモホアリイ、弟のカーネ・ヘキリ、カーネ・ミロハイらであった。またペレは父に命ぜられたため生まれたばかりの卵を持って行ったが、その卵から生まれるのが妹の女神ヒイアカである。彼らはカウアイ島、オアフ島、マウイ島を経て、ハワイ島のキラウエア火山のハレマウマウ火口にようやく落ち着いた。また別のエピソードでは、水の女神でペレの姉にあたるナマカオカハイが、旅立ったきょうだいを追いかけて、彼らへの嫉妬のままに島々で彼らが掘った火口を水浸しにすることを繰り返したため、ペレはマウイ島のハナにおいて姉と直接対決した。しかし戦いはペレの死で終わった。その後ペレの魂はさらに南のハワイ島へと渡り、マウナ・ロアのキラウエア火口に安住の地を得たとされている。旅の理由には他にも、火事を起こしたため神の国を出された、姉の夫を誘惑したため姉に追われた、洪水によって転地せざるを得なくなった、ハワイへの強い憧れにかられた、など諸説がある。ハワイで歌われるメレ（歌）の「Mai Kahiki Pele Nokenoke」では、ペレがカウアイ島から南へ向かうエピソードが、「Aia Lā ʻO Pele」では、ハワイ島に到着したペレが火口から溶岩を流す様子が歌われている。
なお、ペレが故郷からハワイ島にたどり着く旅の経緯は、プレートテクトニクスに由来するハワイ諸島の島々の誕生過程と一致している。

## ロヒアウとペレ
ペレはある夜に魂となってカウアイ島に赴き、美貌の王子ロヒアウと出会った。2人は互いに一目惚れした。ペレは妹のヒイアカを差し向けてロヒアウを迎えに行かせたが、ヒイアカの進むのが遅く、到着したのは、ペレを待ち続けたロヒアウが死んだ後だった。しかしロヒアウの魂がまだ近くにいたため、ヒイアカはロヒアウの父王が催したフラの宴を継続させ、その間にロヒアウの蘇生を図り、彼の魂を肉体に戻して生き返らせた。この過程でロヒアウとヒイアカは互いに惹かれ合うようになっていた。ハワイ島に戻ったヒイアカとロヒアウはペレの怒りの炎を浴びたため、ヒイアカは無傷だったがロヒアウは焼死した。その後ヒイアカはロヒアウを再び蘇生させ、カウアイ島で暮らしたと言われている。この物語はあまり知られていないことから、フラの特定の流派だけに伝わっていたと考えられている。

## 雪の女神ポリアフとペレ

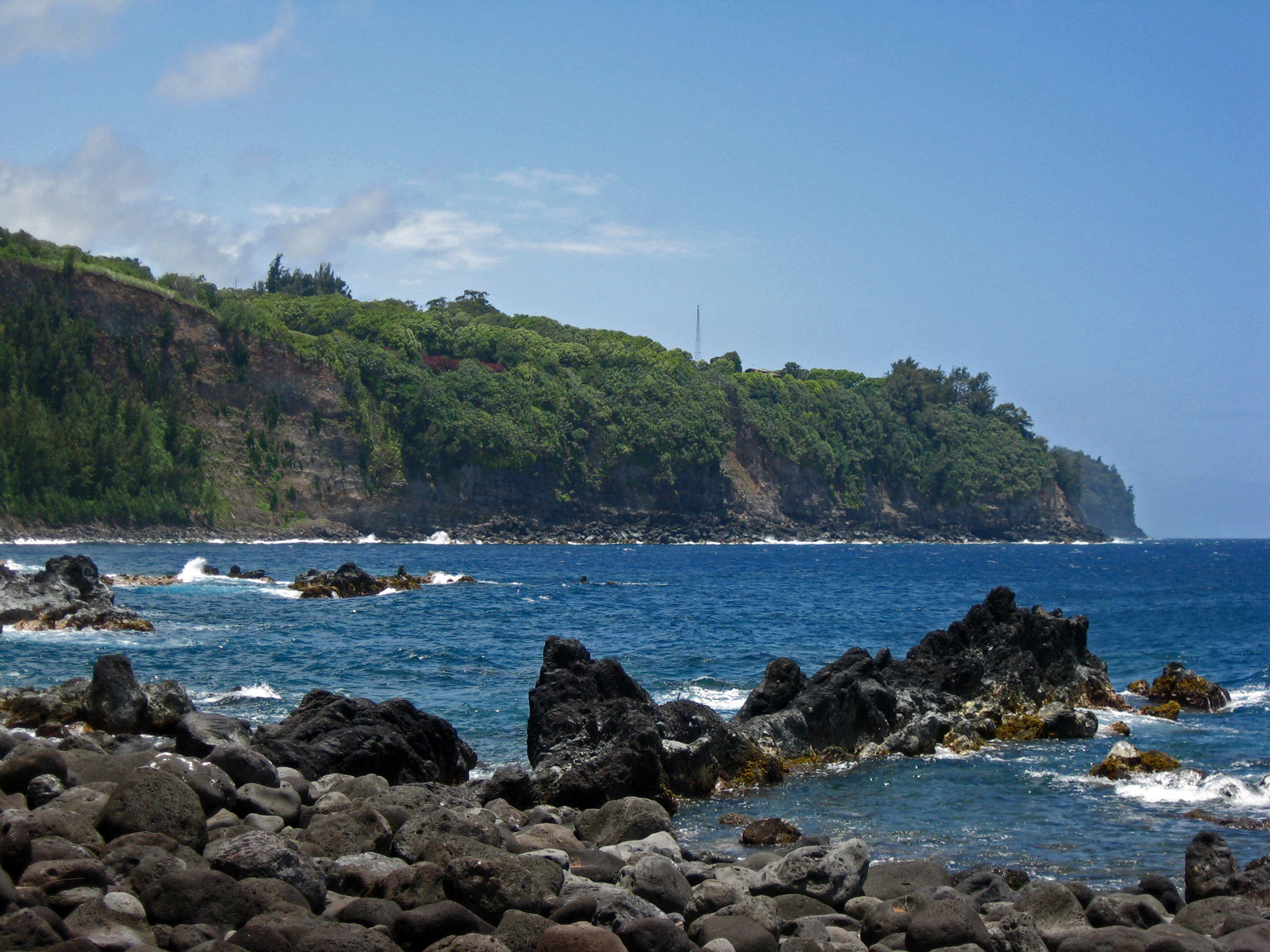
ラウパーホエホエからの風景

マウナ・ケアに住む雪の女神ポリアフはペレとは対立関係にあり、2人はしばしば争った。ある時の戦いでは、ペレの流す溶岩をポリアフが雪を降らせて冷やしたため、溶岩が固まって火口を覆ってしまい、海へ流れ出す溶岩の量も減って海水で冷やされた。こうして溶岩台地のラウパーホエホエ（「ハマクア」を参照）が形成された。

## 豚神カマプアアとペレ
ペレたちが暮らすキラウエア山の火口に豚神カマプアアが現れると、2人は戦いを始めたが、ペレの流す溶岩をカマプアアは呪文の力で止めてしまった。ペレらは和解して彼を家族として迎え入れ、ペレとカマプアアは夫婦となった。しかし2人はしばしば火山の噴火と海水による洪水によって争った。カマプアアは海水でペレをキラウエア火山の火口に追い詰めたが、ペレの叔父である地底の神ロノマクアが種火を彼女に与えたため、再び噴火を起こして形勢を逆転した。しかし最後にはペレが破れたともされる。2人は和平を結び、ハワイ島を分けて支配した。風上の湿ったコハラなどの地域がカマプアアのものとなり、プナ、カウ、コナなど風下の乾燥した地域がペレのものとなったという。2人の間には息子オーペル・ハアア・リイがおり、彼はハワイの王族と平民の祖先とされるが、別の説では幼い頃に死んだとも、魚のムロアジ（ハワイ語で「オーペル」）になったともされている。その後カマプアアが海の底の国の王女と結婚したため、ペレは彼に戻ってきてほしいと歌を歌ったとも言われる。
カマプアアとペレの愛憎に満ちた関係は、ハワイで「Aia Kaʻuku」というメレ（歌）に歌われている。

## 民話でのペレ
ある日2人の少女がパンの実を焼いていると、飢えた老婆が分けてほしいと懇願してきたため、年下の少女だけが老婆にパンを分けた。去り際に老婆は年下の少女に、山で間もなく異変が起こることを告げた。帰宅した少女からこのことを聞いた祖母は、老婆の正体がペレだと考え、老婆の言ったとおりに10日間タパの切れ端を玄関に掛けておくこととした。数日後、山が炎を吹き上げ、その噴煙の中には若い美しい女の姿があった。少女は女の目が老婆の目とそっくりだと気付いた。村は流れ出した溶岩に覆われたが、少女の家だけは溶岩が避けていったため、少女と家族はペレに感謝した。

## カメハメハ大王とペレ

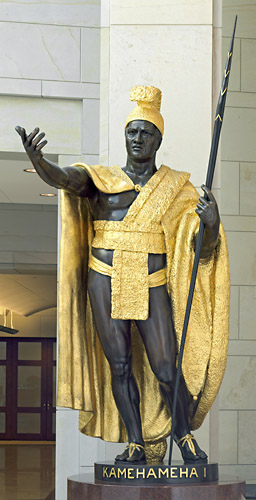
カメハメハ大王の像

カメハメハ1世（大王）がハワイの全諸島を統一し支配すべく戦争を続けていたさなかの1790年に、キラウエア火山が最大の爆発を起こした。その際、カメハメハの敵であるケオウア・クアフウラの軍勢がヒロからカウへの移動中にちょうど火山の噴火口にさしかかっており、爆発によって軍勢が全滅した。この出来事はペレがカメハメハに助力したためだと信じられたという。

## キリスト教化後のペレ信仰
アメリカ、フランス、イギリスといった国々のキリスト教各宗派がハワイなど太平洋の島々で宣教を始めたのは18世紀末からで、19世紀半ばにはハワイのキリスト教化（英：Christianization）は概ね終了した。それに先立つ1819年に、即位したばかりのカメハメハ2世によってカプと呼ばれる古くからの禁令制度が廃止された。カプによって生活上さまざまな拘束を受けていた人々がこれを受け入れたことで、神官は拒絶され、神殿は破壊され、宗教的な儀式は中止された。人々は古来の神々への信仰からもアウマクア（祖先神）信仰からも離れて、キリスト教やその後にハワイに入ってきた他の宗教に移っていった。しかし女神ペレだけは、彼女が住むとされるキラウエア火山の存在感の大きさによって信仰を失うことはなかったという。

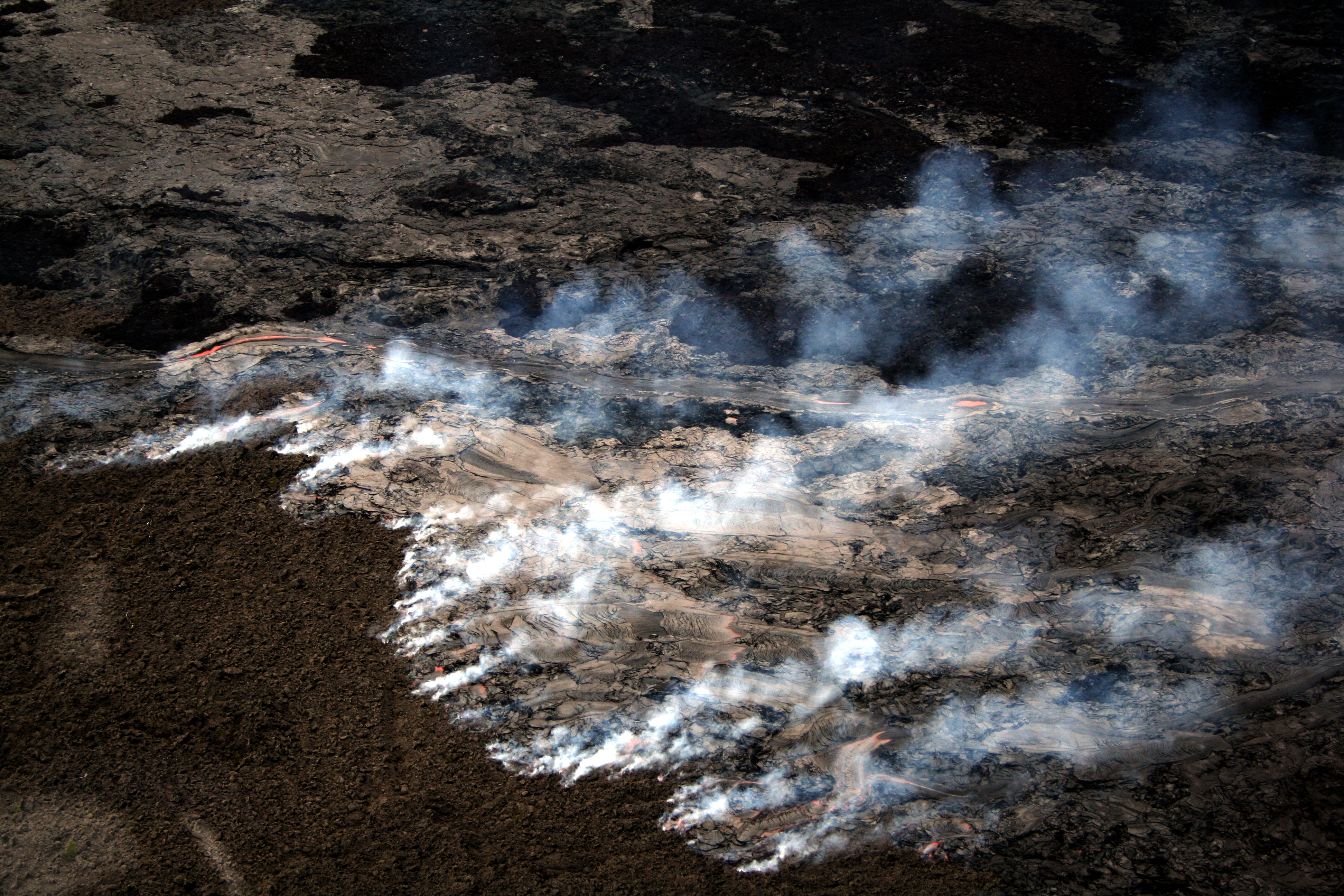
キラウエア火山から流れ出た溶岩とその熱によって起きた原野火災

キラウエア火山の火口から30kmほど離れたワオケレオプナの原生林での地熱発電の開発計画が持ち上がった時、「ペレ・ディフェンス・ファンド（英: Pele Defense Fund、ペレ防衛基金）」が反対運動を起こしている。ペレ・ディフェンス・ファンドの参加者は、キラウエア火山の噴火とは姿を変えたペレであり、キラウエア火山の地熱を利用することはペレの生命力（マナ）を侵す行為だと主張した。ハワイでの地熱発電はこうした宗教的な理由によって推進しにくいものとなっているという。
ハワイ島のブラック・サンド・ビーチには溶岩が細かく砕かれた黒い砂が広がっているが、こんにちでも、島からこの砂を持ち出すとペレの祟りがあると信じられている。

## 関連資料
- 高見友理 「ハワイ神話・火の女神ペレにみる女性性の根源」、『島根大学教育学部心理臨床・教育相談室紀要』 第4巻、島根大学教育学部、pp. 1-12、2005年、NAID 40016750844。